# Campanula aizoon
Campanula aizoon — вид квіткових рослин з родини дзвоникових (Campanulaceae). Ендемік Греції.